# Влахи
Влахи (слч. Vlachy) насељено је мјесто са административним статусом сеоске општине (слч. obec) у округу Липтовски Микулаш, у Жилинском крају, Словачка Република.

## Становништво
| Година:    | 1994. | 2004.   | 2014.   | 2024.    |
| ---------- | ----- | ------- | ------- | -------- |
| Број људи: | 607   | 630     | 584     | 645      |
| Разлика:   |       | +3,78 % | -7,30 % | +10,44 % |

| Година:    | 2023. | 2024.   |
| ---------- | ----- | ------- |
| Број људи: | 643   | 645     |
| Разлика:   |       | +0,31 % |

Према подацима о броју становника из 2011. године насеље је имало 597 становника.